# Баклань (Брянская область)
Бакла́нь — село в Почепском районе Брянской области России, административный центр Бакланского сельского поселения. Население — 940 чел. (2013).
Расположено в 25 км к юго-западу от города Почепа, у границы с Погарским районом, на правом берегу реки Судости.

## История
На северной окраине села находилось городище Баклань XI—XIII веков, упомянутое П. С. Уваровой и обследованное в 1955 году Ф. М. Заверняевым, в 1956 — Л. В. Артишевской, а в 1973 году — Г. Н. Прониным. Расположено на мысу левого берега р. Ровок (правый приток Судости). Нижний культурный слой содержит следы юхновской культуры, верхний — древнерусской. Были обнаружены обломки посуды, льячка и куски глиняных грузил.
Впервые упоминается в Литовской метрике в 1447.
В первой половине XVII в. Баклань была, вероятно, незначительным поселением, так как в 1729 году местные старожилы не помнили, в чьём владении оно находилось до изгнания поляков. По описи 1654 года, Баклань показана селом с «церковью древяной во имя святителя Христова Николы чудотворца; у тое церкви служащей поп Алексей».
Филарет Гумилевский приводит данные на 1690 г.: "Универсал гетмана от 5 мая 1690 г. «презентовал нам пан Терентій Ширяй, сотник бакланский универсал антецесора нашего гетмана Самойловича и права давние вечистые покойному родичу его данные, Гавриле Ширяю, атоманови бакланскому, на грунта купленные и наданние: в селе Михайловке млин на р. Войне и у Баклани грунт сеножатый».
С возникновением Бакланской сотни, Баклань стала именоваться местечком; в это же время здесь учреждена была и ратуша, которой «прислушало» несколько сёл.
Ратуша зависела непосредственно от сотника. «Грунтовые» бакланские крестьяне принадлежали к гетманскому двору, а бобыли отбывали общественные повинности. В 1718 году все крестьяне были отданы сотнику Антипу Соколовскому.
На Баклань притязал и светлейший князь А. Д. Меньшиков, уже получивший во владение Почеп. В его письме к гетману читаем:«Ваша ясновельможность, извольте, по своей к нам приязни, дать универсал на Бакланскую сотню, которая издревле поселена на почепской земле».
В 17 веке жители села принимали активное участие в войне против шведов, хотя в селе насчитывалось всего 100 изб.
В 1710 году в Баклани строится вторая церковь — Преображенская. В последующее время оба храма перестраивались, однако сосуществовали одновременно вплоть до начала XX века.
В 18 веке село Баклань принадлежало князю Русову, а затем графу Разумовскому.
С 1760 года бакланские крестьяне поступили в «потомственное» владение Разумовского, при котором в Баклани была устроена замечательная по красивому местоположению усадьба, восхитившая немецкого путешественника Отто фон Гуна своим «величественным зданием, построенным в подражание итальянским сельским около Рима домам». Над родовым дворцом возвышались портики и купол. Сад был разбит на английский манер.
В книге А. А. Васильчикова «Семейство Разумовских» 1880 года можно прочесть такие строки:
«Весною граф из Почепа вдруг всем домом поднимался в Баклань, чтобы там слушать соловьёв. Это было время разлива рек…»

По описанию 1781 года, 
жители сего местечка упражняются в хлебопашестве и в делании пеньки, и пеньку продают: подданные – в экономию его сиятельства графа К.Г. Разумовского, а казаки – в Почепе и Погаре...
По описи 1767 года в Баклани имелось две приходские церкви — Святителя Николая и Преображения Господня со школами при них.
С 1889 г. село Баклань было продано графу — А. И. Барановскому. В имение неоднократно приезжал А. К. Толстой, поражаясь великолепием и красотой края. С 1890 г. действовал устроенный Барановским винокуренный и ректификационный завод № 62, заведующим которого был Л. И. Алемков. За 1910 г. было произведено 25 тыс. вёдер спирта и ректификованного этилового спирта 17 тыс. вёдер, с годовым оборотом в 40 тыс. руб. при 14 рабочих и 8 лошадях. 
С 1891 г. было открыто сельское начальное народное училище по положению от 25.05.1874 г., развивалась мелкая промышленность (в том числе пивоварение), ежегодно проводилось несколько ярмарок. Барановский построил завод по изготовлению конопляного масла. На 1910 г. заведующим этим заведением был З. Б. Шапиро и годовая прибыль составила 4 тыс. руб.при 3 рабочих и 10 лошадях.
В 1917 году в селе Баклань произошли революционные волнения, крестьяне установили Советскую власть. Жители села много сделали за годы довоенных пятилеток. Мирную жизнь советских людей нарушила война. Жители села уходят на фронт. Ушедших на фронт было около 300 человек. Из них вернулось 123 человека, остальные погибли. 
Упорным трудом жители села Баклань восстанавливали народное хозяйство. Значительные успехи в хозяйственной жизни села произошли с основанием совхоза в 1958 году. Долгое время директором совхоза был Герой Социалистического Труда Иван Акимович Щемелинин, затем Валерий Васильевич Пыталев. За достигнутые трудовые успехи совхоз неоднократно был награждён грамотами и знамёнами.
В настоящее время ОПХ «Баклань» не существует. Земля и имущество принадлежат агрохолдингу «Мираторг».

## Население
| 1767  | 1770  | 1790  | 1810  | 1830  | 1850  | 1859  |
| ----- | ----- | ----- | ----- | ----- | ----- | ----- |
| 1690  | →1690 | ↗1799 | ↗1938 | ↘1878 | ↗1986 | ↘755  |
| 1860  | 1897  | 1917  | 1926  | 1979  | 1989  | 2002  |
| ↗2035 | ↘1598 | ↗1989 | ↘1834 | ↘1434 | ↘1361 | ↘1104 |
| 2010  | 2012  | 2013  |       |       |       |       |
| ↘963  | ↗964  | ↘940  |       |       |       |       |

Баклань до настоящего времени остаётся одним из крупнейших сёл Почепского района, несмотря на удалённость от райцентров и важнейших дорог.

## Хозяйственная деятельность
В XX веке в селе был основан совхоз (затем — ОПХ «Баклань», элитно-семеноводческое хозяйство), который в конце 90-х гг. прекратил своё существование, техника была распродана.
Сейчас работают 5 магазинов, школа, детский сад, клуб (в его помещении проводятся дискотеки, сцена же в зрительном зале проломлена), отделение связи и больница (поликлиника). В годы советской власти имелась гостиница, ныне находится в разрушенном состоянии.

## Проезд
От Баклани в Почеп есть две дороги — через Рудню и через посёлок Октябрьский (дорога к нему проходит по мосту). Время в пути 30 и 25 минут соответственно.
В настоящее время постоянного автобусного сообщения с Почепом нет. Ходит маршрутное такси из Почепа, а также постоянно ходит маршрутное такси из Брянска.

## Достопримечательности
В селе сохранилась деревянная Преображенская церковь. Она расположена посреди села на высоком берегу Судости; сооружена в 1915 г. на месте предшествующей деревянной церкви 1776 г. Церковь служит единственным напоминанием о пышном дворце и парке Разумовских. Стены рублены из брёвен без остатка и обшиты снаружи и внутри тёсом, основание кирпичное. Принадлежит к характерным для Брянщины деревянным храмам начала XX века, выполненным в русском стиле.
Сложная крестообразная объёмно-планировочная композиция явно подражает традиционным формам деревянного зодчества 17-18 вв. Основу её составляет крупный средний четверик с примыкающими тремя прямоугольными и пятигранным (алтарь) прирубами, между которыми в углы встроены равновысокие с ними малые четверики. Выразительность зданию придают ярусные завершения в виде восьмериков, водруженных на невысокие глухие четверики с низкими шатрами и гранёными луковичными главками на восьмигранных шеях. Большой световой восьмерик возвышается над центром храма, а меньшие глухие располагаются над угловыми четвериками. Богатый силуэт пятиглавия храма дополняет шатровое венчание колокольни. Её прямоугольный в плане нижний ярус с более высокой средней частью, ориентированный по поперечной оси здания, несёт поставленные друг на друга четверик и вытянутый вверх восьмерик звона с шатром. С запада перед нижним ярусом и угловыми прирубами по традиции устроены входные крыльца с резными столбиками и фронтонами.
Стилизованный в духе русского стиля фасадный декор особенно заметен в щипцовом фризе основного объёма, в карнизах с поздорами из пропильной резьбы, наличниках прямоугольных окон с выступами-досками и килевидными фронтонами, а также в остроугольных щипцах карнизов у оснований шатров. Нарядность внешнего убранства усиливает чередование горизонтальной и вертикальной обшивки стен.В интерьере выделяется высотой центральное помещение храма с плоскими ложными парусами при переходе к восьмерику, имеющему восьмигранное перекрытие. Интересны боковые прирубы, открытые проёмами в рукава креста. Простая внутренняя отделка здания, его скромный иконостас и утварь относятся к 20 в. Снаружи на главных, западных дверях написаны маслом фигуры апостолов Петра и Павла
От пышного дворца и парка Разумовских до наших дней не осталось ничего, однако на территории больницы (поликлиники) сохранился дом для прислуги. В советские годы в нём располагалась станция скорой помощи; сейчас здание находится в полуразрушенном состоянии.

## Улицы села
- Гагарина улица
- Зеленая улица
- Ленина проспект
- Молодёжная улица
- Нагорная улица
- Новая улица
- Первомайская улица
- Пионерская улица
- Садовый переулок
- Советская улица
- Школьная улица

Баклань — единственное село в Брянской области, в котором есть проспект.